# HRVY
HRVY, pseudonimo di Harvey Leigh Cantwell (Hartley, 28 gennaio 1998), è un cantante e conduttore televisivo britannico.

È stato il presentatore di Friday Download su CBBC dalla serie 7 alla serie 9.
La sua carriera musicale è stata aperta grazie a Redfoo, che ha prodotto e cantato insieme a lui la sua prima canzone ufficiale.

## Discografia

### EP
- 2017 – Holiday
- 2017 – Talk To Ya
- 2022 – Views from the 23rd Floor

### Singoli
- 2014 – Thank You (come Harvey)
- 2017 – Holiday (feat. Redfoo)
- 2017 – La La La La (Means I Love You) (feat. Stylo G)
- 2017 – Phobia
- 2017 – Talk To Ya
- 2017 – I Won't Let You Down
- 2017 – Personal
- 2018 – Hasta luego (con Malu Trevejo)
- 2018 – I Wish You Were Here
- 2018 – I Don't Think About You
- 2019 – So Good (Remix) (con Danna Paola)
- 2019 – Told You So
- 2019 – I Miss Myself (con i NOTD)
- 2019 – Don’t Need Your Love (con gli NCT Dream)
- 2019 – Younger (con Jonas Blue)
- 2019 – Million Ways
- 2020 – Me Because of You
- 2020 – Unfamiliar (con i Seeb e i Goodboys)
- 2020 – Be Okay (con R3hab)
- 2020 – Nevermind
- 2020 – Good Vibes (con Matoma)
- 2020 – Am I the Only One (con R3hab e Astrid S)
- 2020 – Baby, I Love Your Way
- 2021 – 1 Day 2 Nights
- 2021 – Runaway with It
- 2021 – Talking to the Stars
- 2022 – Golden Hour
- 2022 – Save Me (con Steve Aoki)
- 2022 – I Wish I Could Hate You